# VINASAT-2
VINASAT-2 est un satellite  de télécommunications commandé par le Viêt Nam et qui a été construit par l'industriel américain Lockheed Martin Commercial Space Systems. D'une masse de 2 969 kg au lancement, et prévu pour fonctionner pendant au moins quinze ans, ce satellite est lancé par une fusée Ariane 5 depuis la base française de Kourou en Guyane le mardi 15 mai 2012 à 19h13, heure de Kourou.
Sa charge utile est constituée de 24 répéteurs en bande Ku et il a une puissance électrique en fin de vie de 7,6 kW. Il est placé en orbite géostationnaire à la longitude 131,8° est, pour couvrir le Vietnam et les pays voisins.